# Луций Калпурний Пизон Фруги Лициниан
Вижте пояснителната страница за други личности с името Луций Калпурний Пизон Фруги .
Луций Калпурний Пизон Фруги Лициниан (на латински: Lucius Calpurnius Piso Frugi Licinianus; * 38; † 15 януари 69, Рим) e сенатор на Римската империя през 1 век и за малко време наследник на императорския трон.

## Биография
Син е на Марк Лициний Крас Фруги (консул 27 г.) от фамилията Лицинии, и Скрибония от фамилията Скрибонии. Осиновен е от клон Пизон Фруги на фамилията Калпурнии. Жени се за Верания Гемина, дъщеря на Квинт Вераний (консул 49 г.). Двамата нямат деца.
Лициниан е осиновен от император Галба на 10 януари 69 г. и представен за негов наследник на трона. Галба обаче не му подарява пари, както е прието в такива случаи, което се приема лошо от всички. На 15 януари 69 г. Галба е убит на Форума от привържениците на Отон. Пизон се скрива в един Веста-храм, но е издърпан и също убит.